# Bernhard Christian Duysing

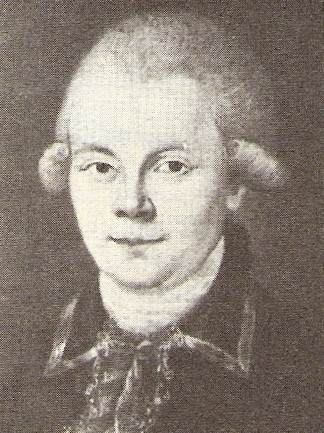
Bernhard Christian Duysing

Bernhard Christian Duysing (teilw. auch Duising) (* 15. September 1755 in Marburg; † 28. Juni 1823 in Kassel) war ein deutscher Jurist.

## Leben
Bernhard Christian Duysing war der dritte Sohn des Theologen Heinrich Otto Duysing (1719–1781), eines Professors der Universität Marburg und Deputierten auf den Landtagen von Hessen-Kassel 1759, 1762 und 1764. Seine Mutter war Amalie Anna Elisabeth geborene Kirchmeier (1725–1787) eine Tochter des Kirchenrates und Theologieprofessors Johann Christian Kirchmayer. Bernhard Christian Duysing heiratete Marie Caroline geborene Bröske (13. September 1765 – 19. September 1849), eine Tochter des Amtmannes Ludwig Friedrich Bröske. Sein Enkel Ferdinand Duysing wurde Landgerichtsrat in Kassel. Bernhard Christian Duysing war Cousin von Georg von Porbeck und Otto von Porbeck.
Dysing studierte Rechtswissenschaften in Marburg und Göttingen. Im Jahr 1776 wurde Regierungsassessor. 1780 wurde Dysing Justizrat in Marburg, ehe er 1784 nach Rinteln und 1786 nach Kassel wechselte. Im Jahr 1788 kam er als Regierungsrat nach Rinteln zurück. Dysing wurde 1804 Gerichtsrat am Oberappellationsgericht in Kassel. Dem Gericht gehörte er bis 1821 an. In der Zeit des Königreichs Westphalen gehörte er für das Werra-Departement und die Gruppe der Grundbesitzer den Reichsständen an. Dysing veröffentlichte 1796 „Versuch eines chronologischen Verzeichnisses hessischer Urkunden.“ Außerdem gab er die „Annalen der Gesetzgebung Rechtsgelehrsamkeit und Rechtspflege in den kurfürstlich hessischen Landen“ (1803ff) heraus. Im Jahr 1817 erhielt er die Ehrendoktorwürde der Universität Marburg.